# Општина Бистра (Алба)
Бистра (рум. Bistra) општина је у Румунији у округу Алба.
Oпштина се налази на надморској висини од 546 m.